# مايكل غيغو
مايكل غيغو (بالفرنسية: Michaël Guigou) مواليد 28 يناير 1982 في فرنسا، هو لاعب كرة يد فرنسي يلعب كجناح أيسر. يلعب حاليا مع نادي مونبلييه لكرة اليد ويحمل الرقم 14. مثل منتخب فرنسا لكرة اليد. شارك في دورة الألعاب الأولمبية الصيفية سنة 2008.

## الميداليات
| الميدالية | المسابقة                           |
| --------- | ---------------------------------- |
| ذهبية     | الألعاب الأولمبية الصيفية 2008     |
| ذهبية     | الألعاب الأولمبية الصيفية 2012     |
| فضية      | الألعاب الأولمبية الصيفية 2016     |
| ذهبية     | بطولة العالم لكرة اليد للرجال 2011 |
| ذهبية     | بطولة العالم لكرة اليد للرجال 2009 |
| ذهبية     | بطولة العالم لكرة اليد للرجال 2015 |
| برونزية   | بطولة العالم لكرة اليد للرجال 2005 |
| ذهبية     | بطولة أوروبا لكرة اليد للرجال 2006 |
| ذهبية     | بطولة أوروبا لكرة اليد للرجال 2010 |
| ذهبية     | بطولة أوروبا لكرة اليد للرجال 2014 |

## روابط خارجية
- مايكل غيغو على موقع الاتحاد الأوروبي لكرة اليد (الإنجليزية)
- مايكل غيغو على موقع الاتحاد الفرنسي لكرة اليد (الفرنسية)
- مايكل غيغو على موقع أوليمبيديا (الإنجليزية)
- مايكل غيغو على موقع اللجنة الأولمبية الفرنسية (مؤرشف) (الفرنسية)